# Главное управление Французской Республики
Главное управление Французской Республики (administration générale de la République) – высший административный орган Французской Республики по Конституции Французской Республики, принятой в 1793 году.

## История
Должность «сотрудника Главного управления Французской Республики» была введена на основании Конституции Французской Республики 1793 года. Конституцией Французской Республики 1795 года эта должность была заменена должностью «министр».

## Состав
Главное управление Французской Республики состояло из начальника Главного управления Французской Республики (chef de l'administration générale de la République) и сотрудников Главного Управления Французской Республики (agents de l'administration générale de la République) (Конституция Французской Республики 1793 года, артикль 66).

## Назначение
Начальник Главного управления Французской Республики и сотрудники Главного управления Французской Республики назначались Исполнительным Советом Французской Республики(Конституция Французской Республики 1793 года, артикль 66). Численность и обязанности сотрудников Главного управления Французской Республики определялись Законодательным Корпусом (Конституция Французской Республики 1793 года, артикль 67). Сотрудники Главного управления Французской Республики не образовывали между собой совета и не обладали личной властью (Конституция Французской Республики 1793 года, артикль 68)